# Jekaterina Ivanovna Zelenkova
Jekaterina Ivanovna Zelenkova (rusko Екатерина Ивановна Зеленко), sovjetska vojaška pilotinja in letalski as, * 14. september 1916, † 12. september 1941 (KIA).
Zelenkova je v svoji vojaški karieri dosegla 2 samostojni zračni zmagi (kljub temu je bila imenovana za letalskega asa).
Bila je prva ženska, ki je sestrelila sovražnikovo letalo.
Letela je z Su-2.

## Odlikovanja
- heroj Sovjetske zveze
- red rdeče zastave